# Łuk Rysia
Łuk Rysia – najgorętszy, najmasywniejszy i najodleglejszy od Słońca rejon gwiazdotwórczy, jaki odkryto w widzialnym Wszechświecie. 

## Odkrycie
Zlokalizowano go w 2003 roku w gwiazdozbiorze Rysia. Został odkryty podczas systematycznej analizy rejonów w pobliżu gromad galaktyk RX J0848+4456 oraz CL J0848.8+4455 w programie ROSAT, był również badany za pomocą teleskopów Kecka i Hubble’a. Jest położony 12 miliardów lat świetlnych od Ziemi (z=3,357) i został uformowany, gdy Wszechświat miał mniej niż 2 miliardy lat. Kształt łuku jest obrazem obszaru zniekształconym wskutek soczewkowania grawitacyjnego. Temperatura gwiazd wynosi ok. 80 000 K.

## Porównanie z Mgławicą Oriona
Wielka Mgławica w Orionie jest najbliższym Ziemi obszarem gwiazdotwórczym i najjaśniejszą mgławicą dyfuzyjną na niebie, widoczną nieuzbrojonym okiem. Zawiera ona 4 bardzo niebieskie gwiazdy. Łuk Rysia takich gwiazd zawiera około jednego miliona i są one ponad dwa razy gorętsze. Położony jest 8 milionów razy dalej niż mgławica Oriona.